# Berken
Berken är en ort och kommun i distriktet Oberaargau i kantonen Bern, Schweiz. Kommunen har 46 invånare (2023).